# ضبط استنادي
في علم المعلومات، الضبط الاستنادي يساعد في التحديد بدقة ومن دون شك أشخاصاً، أو أشياء أو مفاهيم. الشكل المعتمد يرسّم، أي يضبط بالسند ومن هنا المصطلح العربي. من جهة أخرى هي عملية لتنسيق وترتيب الفهارس المكتبية.

## أصول ومبادئ
تواجه المكتبات مشاكل عويصة لفهرسة وترتيب المؤلفات والوثائق والمؤلفين. هذا ويمكن إيجاد استخدام أسماء مستعارة وأسماء وألقاب قد تكون مكتوبة بطرق مختلفة من خلال المطبوعات المختلفة واللغات المختلفة.
أهداف الضبط الاستنادي:
- يساعد على ضبط الواقع ليظهر دائماً على نفس الشكل.
- يجنب إعطاء نفس التسمية إلى شخصين أو مكانين.

لهذه الأسباب، خرجت للوجود قائمة الضبط الاستنادي. حسب مقتضى الحال، من الممكن خلق طرق جديدة للضبط الاستنادي، مع احترام المعايير التي تشير إلى شكل المتابعة (مثل الاسم والاسم الأول (تاريخ الميلاد، تاريخ وفاة))، وتعهد القائمة لهيئة للمتابعة، حيث تنحصر إمكانية تعديل القائمة بالعاملين في هذه المنظمة دون غيرهم، على العكس من قائمة الفهارس.

## أنواع الضبط الاستنادي
سجلات الضبط الاستنادي يمكن استخدامها للتعرف على الأفراد والمجتمعات، والأسماء الجغرافية، والأعمال والأشياء والمفاهيم.
في الطب والفيزياء والكيمياء، وعلم النفس والعلوم الدقيقة، والقانون والهندسة: كل منها يستخدم مصطلحاته ولا يحيد عنها لتكون المعلومة دقيقة ولا التباس فيها.

### أسماء مختلفة لنفس الموضوع

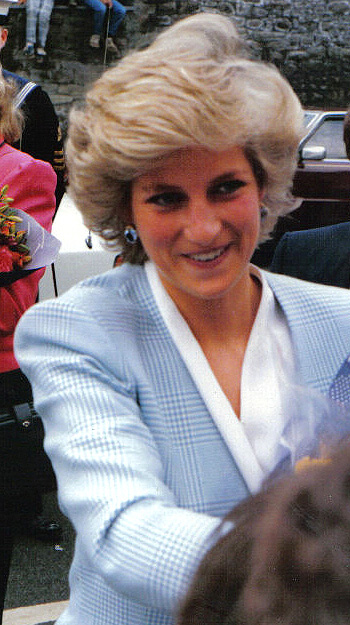
ديانا أميرة ويلز وصفت في أحد الضبوط الاستنادية كـ «Windsor, ديانا، أميرة ويلز» وهو العنوان الرسمي.

## مجالات التطبيق
يستخدم في فهارس المكتبات، والملفات وقواعد البيانات ونظم المعلومات.
يستخدم في البداية في المكتبات، وأيضاً في وصف الوثائق الأرشيفية أو في إدارة الحقوق الرقمية.

## الفهارس المستخدمة
| المعيار    | المجال           | الاسم                                                                      | الموقع أو البحث | ملاحظات |
| ---------- | ---------------- | -------------------------------------------------------------------------- | --------------- | --- |
| VIAF       | أشخاص            | الملف الاستنادي الدولي الافتراضي                                           |                 | بيانات من مركز المكتبة الرقمية على الإنترنت (OCLC) |
| LCCN       | أشخاص            | رقم الضبط في مكتبة الكونغرس                                                |                 | |
| ISNI       | أشخاص            | المحدد المعياري الدولي للأسماء                                             |                 | إن ISNI طريقة متميزة لتعريف الأشخاص المساهمين في وسائل الإعلام مثل الكتب وبرامج التلفزيون ومقالات الصحف. تجنب الخلط بين معرفات ISNI و ORCID. |
| ORCID      | أشخاص            | هوية مفتوحة للباحثين والمساهمين                                            |                 | بيانات الباحثين والأكاديميين وغيرهم. يقع مجال المعرفات في المجموعة الفرعية لمجال المحدد المعياري الدولي للأسماء. المؤلفون —وبضمنهم محررو ويكيبيديا —يمكنهم الحصول على هوية مفتوحة للباحثين والمساهمين من خلال التسجيل على orcid.org. تجنب الخلط بين معرفات ISNI و ORCID.                                                  |
| GND        | الكل             | ملف استنادي متكامل (بالألمانية: Gemeinsame Normdatei)                      |                 | بيانات حول الأشخاص والشركات المواضيع من المكتبة الوطنية الألمانية |
| SELIBR     | أشخاص            | ليبريس                                                                     |                 | بيانات من المكتبة الوطنية السويدية |
| SUDOC      | أشخاص            | النظام الجامعي للتوثيق (بالفرنسية: Système universitaire de documentation) | (بالفرنسية)     | بيانات الأشخاص المدرجين في الفهرس العام للنظام الجامعي للتوثيق في فرنسا. تتوفر أيضا نسخة إنكليزية |
| BNF        | أشخاص            | مكتبة فرنسا الوطنية (بالفرنسية: Bibliothèque nationale de France)          | (بالفرنسية)     | بيانات الأشخاص المدرجين في الفهرس العام لمكتبة فرنسا الوطنية |
| BPN        | أشخاص            | بوابة السيرة الذاتية (بالهولندية: Biografisch Portaal)                     |                 | مشروع هولندي يحتوي مواد 40,000 سيرة ذاتية رقمية، يتضمن المستعمرات السابقة لهولندا. |
| RID        | أشخاص            | معرف الباحث (بالإنجليزية: ResearcherID)                                    |                 | نظام لتعريف المؤلفين العلميين. استحدثت وكالة تومسون رويترز هذا المشروع في كانون الثاني 2008. الجمع بين معرف الوثيقة الرقمية معرف الباحث يوفر ربطا فريدا للمؤلفين والمقالات العلمية. |
| Scopus     | أشخاص            | سكوبوس                                                                     | التسجيل مطلوب   | قاعدة بيانات السير الذاتية SciVerse Scopus تحتوي على خلاصات واقتباسات من مقالات المجلات الأكاديمية. تغطي حوالي 19500 عنوانا حول 5000 ناشرا عالميا، حيث توجد 16500 مجلة علمية وطبية وتقنية وفي العلوم الاجتماعية (بضمنها الآداب والفنون والإنسانيات).                                                                      |
| BIBSYS     | أشخاص            | بيبسيس                                                                     |                 | يوفر بيبسيس أنظمة معلومات ومكتبات لكل مكتبات الجامعات النرويجية ومكتبة النرويج الوطنية وكتبات الكليات وعدد من مكتبات الأبحاث والمعاهد. |
| ULAN       | فنانون           | قائمة الاتحاد لأسماء الفنانين                                              |                 | قائمة الاتحاد لأسماء الفنانين هي قاعدة بيانات متوفرة على الإنترنت تستخدم لغة مقيدة وتحتوي حالياً على ما يقارب 293000 اسماً ومعلومات أخرى عن الفنانين. الأسماء في هذه القائمة تحتوي على الاسم الأول والاسم المستعار والاختلاف في التلفظ والأسماء بلغات مختلفة والأسماء التي تغيرت بمرور الزمن (مثلاً: الاسم قبل وبعد الزواج). |
| MBA        | فنانون           | ميوزك برينز                                                                |                 | تعد ميوزك برينز موسوعة موسيقى مفتوحة تجمع البيانات الوصفية للموسيقى وتجعلها متوفره عموماً. |
| NLA        | أشخاص أو مجموعات | المكتبة الوطنية الأسترالية                                                 |                 | معلومات المكتبة الوطنية الأسترالية حول الأشخاص والمنظمات توفر اكتشاف السير الذاتية والمعلومات السياقية الأخرى حول الأشخاص والمنظمات. يتوفر البحث من خلال موقع الملف الاستنادي الدولي الافتراضي (VIAF). |
| NDL        | أشخاص            | مكتبة البرلمان الياباني الوطنية                                            |                 | البيانات المدرجة في فهرس مكتبة اليابان الوطنية. يتوفر البحث من خلال موقع الملف الاستنادي الدولي الافتراضي (VIAF). |
| RKDartists | فنانون           | معهد هولندا لتاريخ الفن                                                    |                 | تتوفر قاعدة بيانات معهد هولندا لتاريخ الفن على الإنترنت وتستخدم لغة مقيدة وتضم أكثر من 200000 اسما ومعلومات أخرى حول الفنانين. قد تحتوي قاعدة بيانات معهد هولندا لتاريخ الفن على الاسم الأول والاسم المستعار والاختلاف في التلفظ والأسماء بلغات مختلفة والأسماء التي تغيرت بمرور الزمن (مثلاً: الاسم قبل وبعد الزواج).     |